# David Delany
David Colin Alex Delany (nacido el 28 de diciembre de 1997) es un jugador de críquet irlandés.

## Carrera internacional
El 16 de junio de 2017, Delany hizo su debut en el cricket Twenty20 con Munster Reds en el Trofeo Interprovincial.
En diciembre de 2020, Delany fue nombrado en el equipo de Irlanda One Day International (ODI) para su gira a los Emiratos Árabes Unidos para jugar contra los Emiratos Árabes Unidos y Afganistán.